# Provincia de Sofala
Sofala es una provincia en el centro de Mozambique. 
Tiene una superficie de 67.753 km² y una población de 2 259 248 habitantes en 2017. Limita al nororiente con Zambezia, al norte con Tete, al occidente con Manica, al sur con Inhambane, y al oriente está bañada por el océano Índico, a la altura del canal de Mozambique. 
La capital es Beira.

## Distritos con población en agosto de 2017
- Beira 533,825
- Búzi 177,348
- Caia 191,950
- Chemba 87,925
- Cheringoma 58,542
- Chibabava 134,293
- Dondo 184,458
- Gorongosa 182,226
- Machanga 55,861
- Maringué 98,828
- Marromeu 156,720
- Muanza 42,289
- Nhamatanda 317,538

## Historia

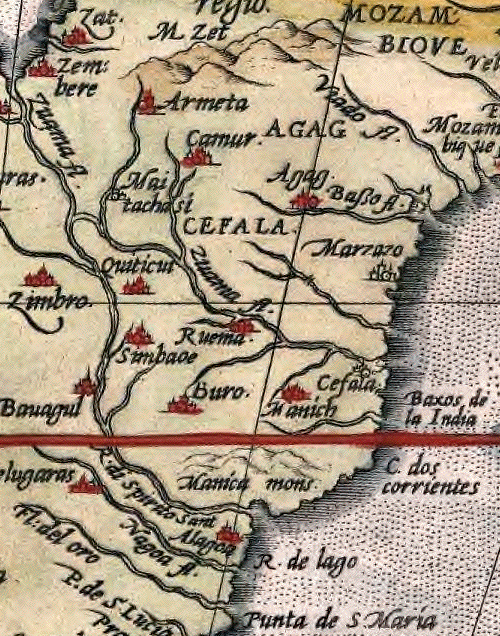
Sofala (Cefala) en un mapa de 1570.

Sofala era ya conocida muchos siglos antes de la llegada de los portugueses. En el siglo X, Al-Masudi describe las tierras de Sofala y habla de la importancia de la minería y del comercio entre el Imperio Monomotapa, los árabes y la india que allí se había establecido.
En época Sofala abarcaba toda la costa centro y norte del actual Mozambique.
Cuando los portugueses entraron en contacto con la zona meridional de África Oriental (a través del cabo de Buena Esperanza), fueron informados del comercio que se generaba en Sofala: grandes traficantes musulmanes de Ormuz, de Adén y de otros lugares recibían oro de otros mercaderes en el interior explotados por musulmanes, los cuales se llevaban el metal para poder obtener paños de algodón de Cambaia y otras piezas que llegaban del mar Rojo o de Guzarate.

## Geografía

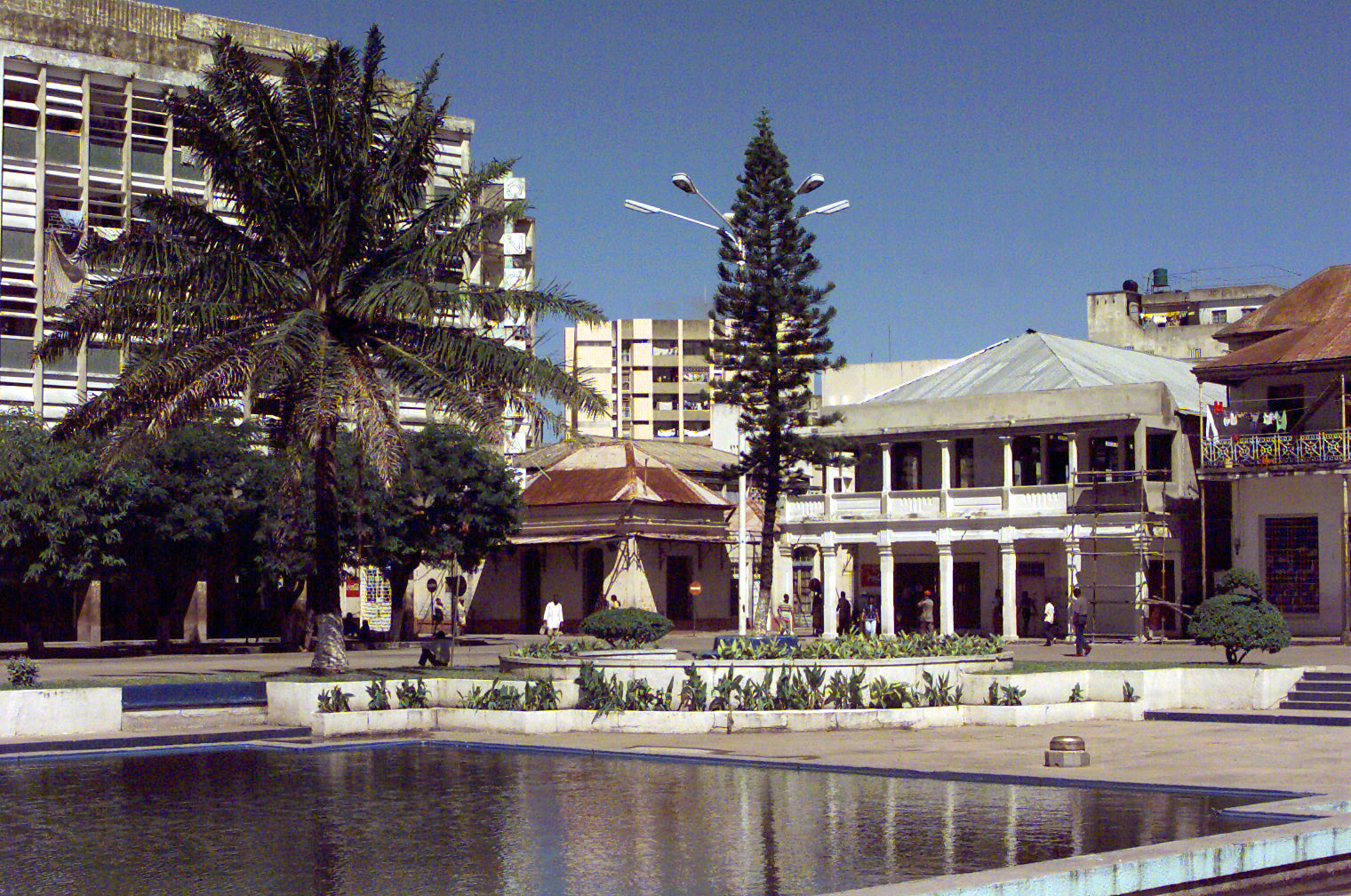
Calle del centro de Beira, la capital de la provincia.

La actual provincia de Sofala, en el centro de Mozambique, tiene un área de 68.018 km² y una población de 1.289.390 habitantes (censo de 1997), siendo de 1.582.000 el número proyectado para 2004, de acuerdo con el Instituto Nacional de Estadística de Mozambique. 
La capital de la provincia es la ciudad de Beira, a cerca de 1.190 km al norte de la ciudad de Maputo.
La componen doce distritos.
- Búzi
- Caia
- Chemba
- Cheringoma, sede Inhaminga.
- Chibabava
- Dondo
- Gorongosa
- Machanga
- Maringué
- Marromeu
- Muanza
- Nhamatanda (Villa Machado)